# 裴鵬摶
裴鵬摶（越南语：／，發音：[ʔɓuj˨˩ ʔɓaŋ˨˩ ʔɗwaːn˨˩]；1889年9月19日—1955年4月13日），又譯作裴朋團，越南阮朝官員、越南民主共和國國會主席。

## 生平
裴鵬摶是河內省應和府山朗縣蛇梂總連拔社廚村（今屬河內市應和縣）人，進士裴俊之孫，秀才裴鵬奮和進士裴鵬順之弟。成泰元年八月二十五日（1889年9月19日）出生。成泰十八年（1906年），裴鵬摶參加鄉試，考中河南場舉人第四十七名。裴鵬摶的兩個哥哥和他一起參加鄉試，大哥裴鵬奮考中秀才，二哥裴鵬順則考中舉人第七名。
維新元年（1907年），裴鵬摶進入候補場學習法文。維新五年（1911年），任知縣一職。維新八年（1914年），任三農知縣。次年（1915年），先後任大慈和文林知縣。啟定四年（1919年），任僊遊知縣。啟定六年（1921年），升任春長一項知府。啟定十年（1925年），改任義興二項知府。次年（1926年），升任北寧按察使。保大三年（1928年），又署理高平巡撫一職；不久又改任福安按察使。
裴鵬摶被任命為義興知府不久，被邀請到河內參與了審判潘佩珠的工作，並為潘佩珠輕判做了大量努力。
保大七年（1932年），裴鵬摶再次權理高平巡撫。

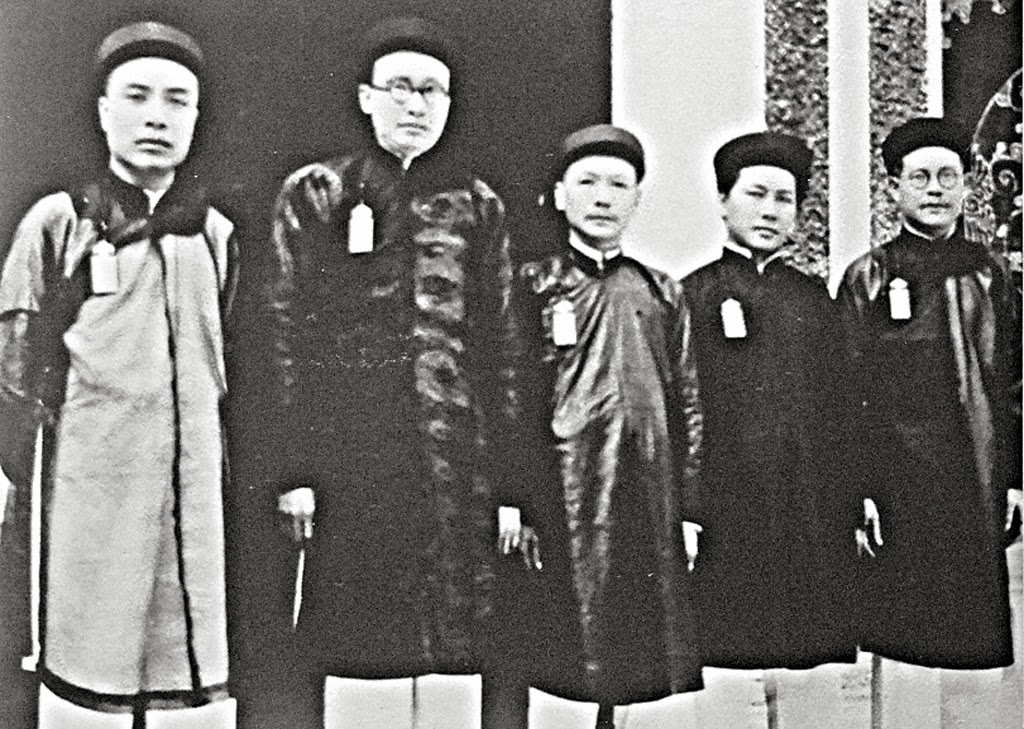
左起第五位為司法部尚書裴鵬摶

保大八年（1933年）正月，裴鵬摶改任寧平巡撫。四月八日（5月2日），保大帝改組內閣，任命裴鵬摶為司法部尚書，後充機密院大臣。保大十年正月十八日（1935年2月21日），升協佐大學士。
裴鵬摶擔任司法部尚書一職長達12年。他負責審理編纂中圻的法律條文，並將這些條文譯作法文、越南文國語字和漢文三種文字。
保大十九年十二月二十八日（1945年2月10日），保大帝發佈第10號上諭，加裴鵬摶太子少保銜。
保大二十年正月二十七日（1945年3月11日），保大帝在日軍要求下宣佈越南“獨立”，隨後內閣被全體解職。裴鵬摶拒絕加入保大帝新內閣的邀請，而是回到了河內家中。
同年8月15日，日本宣佈無條件投降。胡志明領導的越盟趁機發動八月革命，爭取越南獨立。裴鵬摶這時和越盟進行了秘密接觸，為越盟革命行動提供幫助。
1945年11月17日，胡志明邀請裴鵬摶擔任顧問委員會主席。
1946年1月6日，裴鵬摶參加越南民主共和國國會選舉。3月2日，正式當選。11月8日，接替阮文素成為國會主席，並一直擔任至1955年去世。
1955年4月13日，裴鵬摶在河內去世。
2019年9月16日，越共中央委員會、國會、國家主席、政府、越南祖國陣線中央委員會和河內市在越南河內舉辦國會常務委員會委員長裴鵬摶誕辰130周年紀念典禮，引起了民間，特別是獨立知識分子們的討論。

## 子女
裴信是裴鵬摶之子，原是越南人民軍大校和《人民報》副主編，後成為一名異見人士，并定居法國。